# Ea Riêng
Ea Riêng là một xã thuộc tỉnh Đắk Lắk, Việt Nam.
Xã Ea Riêng có diện tích 34,77 km², dân số năm 1999 là 6971 người, mật độ dân số đạt 200 người/km².